# Белешке једне Ане
Белешке једне Ане су текстови који су почели да излазе 1968. године српског књижевника, сликара, новинара Моме Капора. Прво су текстови објављени у часопису Базар, а тек 1975. године се појавила књига у издању Знање из Загреба.

## О писцу
Момо Капор  је рођен 8. априла 1937. године у Сарајеву, а умро је у Београду, 3. марта 2010. године. Био је књижевник, сликар и новинар, члан Сената Републике Српске и Академије наука и умјетности Републике Српске.

## О књизи
Белешке су почеле да излазе у стотом броју Базара, у новембру 1968. године. Капор је текстове уређивао са илустрацијама тако да су се одмах визуелно издвојиле од остатка часописа. Серијал је више година излазио у Базару и стекао популарност на југословенском простору. Кад је коначно обликована 1975. у књигу, означена је као проза у траперицама или фељтонско-козеријска проза. Овде се појављује приповедач у првом или трећем лицу који користи говорни језик градске омладине. 
Године 1975. су објављена два издања Бележака која су распродата у укупном тиражу од 15.000 примерака.
Књига је посвећена ауторовој деци:
| „ | Ани и Јелени, њихов луди отац | ” |

Карактеристичан је језик приповедања који у потпуности припада прози у траперицама (џинс прози). Тинејџерка лако изриче вредносне судове, прави необична поређења и карикира ситуације.
Главни лик је Ана, млада и мршава девојка која живи на простору од Славије, преко раскрснице код Лондона до Трга републике. На почетку Бележака осећа се трачерски садржај. 
То је хроника приказана у 26 глава и интересантно је да је писац дао кратак садржај сваке главе.
Момо Капор је хроничар једног времена. Пише оригинално и допадљиво и анализира једно време кроз духовите форме користећи београдски жаргон.

### Илустрације
На илустрацији доминира млада, мршава девојка, са пегама, наочарима и цигаретом у устима. Краси је кратка буби фризура. Она седи за писаћом машином подвијених ногу, а испод ње се протежу кровови и спратови града. одмах је јасно да се очекују записи урбане личности из великог града (Београда).